# Christo Smirnenski
Christo Smirnenski (Bulgaars: Христо Смирненски), geboren als Christo Izmirliev (Bulgaars: Христо Измирлиев) (Kilkis, 17 september 1898 - Sofia, 18 juni 1923) was een Bulgaarse dichter en schrijver. Later werd hij lid van de Bulgaarse Communistische Partij en promootte de socialistische ideologie. Hij overleed op slechts 24-jarige leeftijd aan de gevolgen van tuberculose.

## Werken
- „Разнокалибрени въздишки в стихове и проза“ (1918) (Raznokalibreni vazdisjki v stichove i proza)
- „Да бъде ден!“ (1922) (Da bade den!)
- „Столичен калейдоскоп“ (Stolitsjen kalejdoskop)
- „Столична аристокрация“ (Stolitsjna aristokratsija)
- „Разкази без сълзи“ (Razkazi bez salzi)
- „Писма“ (Pisma)
- „Добре дошли!“ (Dobre dosjli)

## Weblinks
- (en)  Hristo Smirnenski

- Bibsys: 90270935
- Biblioteca Nacional de España: XX1077626
- Bibliothèque nationale de France: cb13511693c (data)
- Gemeinsame Normdatei: 12429040X
- International Standard Name Identifier: 0000 0003 6864 3427
- Library of Congress Control Number: n81062522
- Nationale Bibliotheek van Tsjechië: js20020925351
- Nationale Bibliotheek van Israël: 987007329187705171
- Nationale en Universitaire bibliotheek Zagreb: 000600262
- Nederlandse Thesaurus van Auteursnamen: 071213597
- Réseau des bibliothèques de Suisse occidentale: 02-A023208639
- LIBRIS: 315960
- Système universitaire de documentation: 030307856
- Virtual International Authority File: 66622023
- WorldCat: E39PCjB49F9K7dt67P4D7BM8hb